# Opération Fusilade
 
L'opération Fusilade était le plan d'un assaut sur le port français de Dieppe pendant la Seconde Guerre mondiale. En l'occurrence, les occupants allemands, n'ayant pas reçu l'ordre de tenir la ville, ont évacué peu de temps avant la mise en œuvre de l'opération, qui fut par la suite annulée. Le 8e régiment de reconnaissance de la 2e division canadienne entra dans la ville sans opposition le 1er septembre 1944, accueilli chaleureusement par les habitants français. Le bombardement prévu de la ville fut annulé à la hâte. Le petit port de pêche voisin du Tréport fut libéré le même jour par la 3e division canadienne. Quelques jours plus tard, une cérémonie commémorative eut lieu au cimetière militaire canadien voisin pour honorer les morts du raid de Dieppe en 1942.

## Conséquences
Les Allemands n'avaient que partiellement démoli les installations portuaires et les ponts et les premiers navires débarquèrent le 6 septembre. Un train partit le 9 septembre avec de l'essence et du pétrole pour Bruxelles. La ville de Dieppe put subvenir au quart des besoins du 21e groupe d'armées britannique.